# Herbert Krug
Herbert Krug, född den 21 juni 1937 i Mainz i Tyskland, död den 1 november 2010 i Hochheim am Main i Tyskland, var en västtysk ryttare.
Han tog OS-guld i lagtävlingen i dressyr i samband med de olympiska ridsporttävlingarna 1984 i Los Angeles.